# Vaudeville-le-Haut
Pour les articles homonymes, voir Vaudeville (homonymie).
Vaudeville-le-Haut est une commune française située dans le département de la Meuse en région Grand Est.
Ses habitants sont appelés les Vaudevillois.

## Géographie

### Localisation
Vaudeville-le-Haut est la commune qui a la plus haute altitude du département de la Meuse, culminant sur son territoire, dans la forêt, à 451 mètres.
La commune est proche du parc naturel régional de Lorraine et est située à 376 mètres d'altitude.
| Gondrecourt-le-Chateau  | Vouthon-Haut        | Les Roises         |
| Dainville-Bertheléville | Vaudeville-le-Haut  | Domrémy-la-Pucelle |
| Chermisey Avranville    | Seraumont Chermisey | Seraumont          |

### Hydrographie
La commune est traversée par la ligne de partage des eaux entre les bassins versants de la Meuse et de la Seine au sein respectivement du bassin Rhin-Meuse et du bassin Seine-Normandie. Elle est drainée par le ruisseau des Roises,.

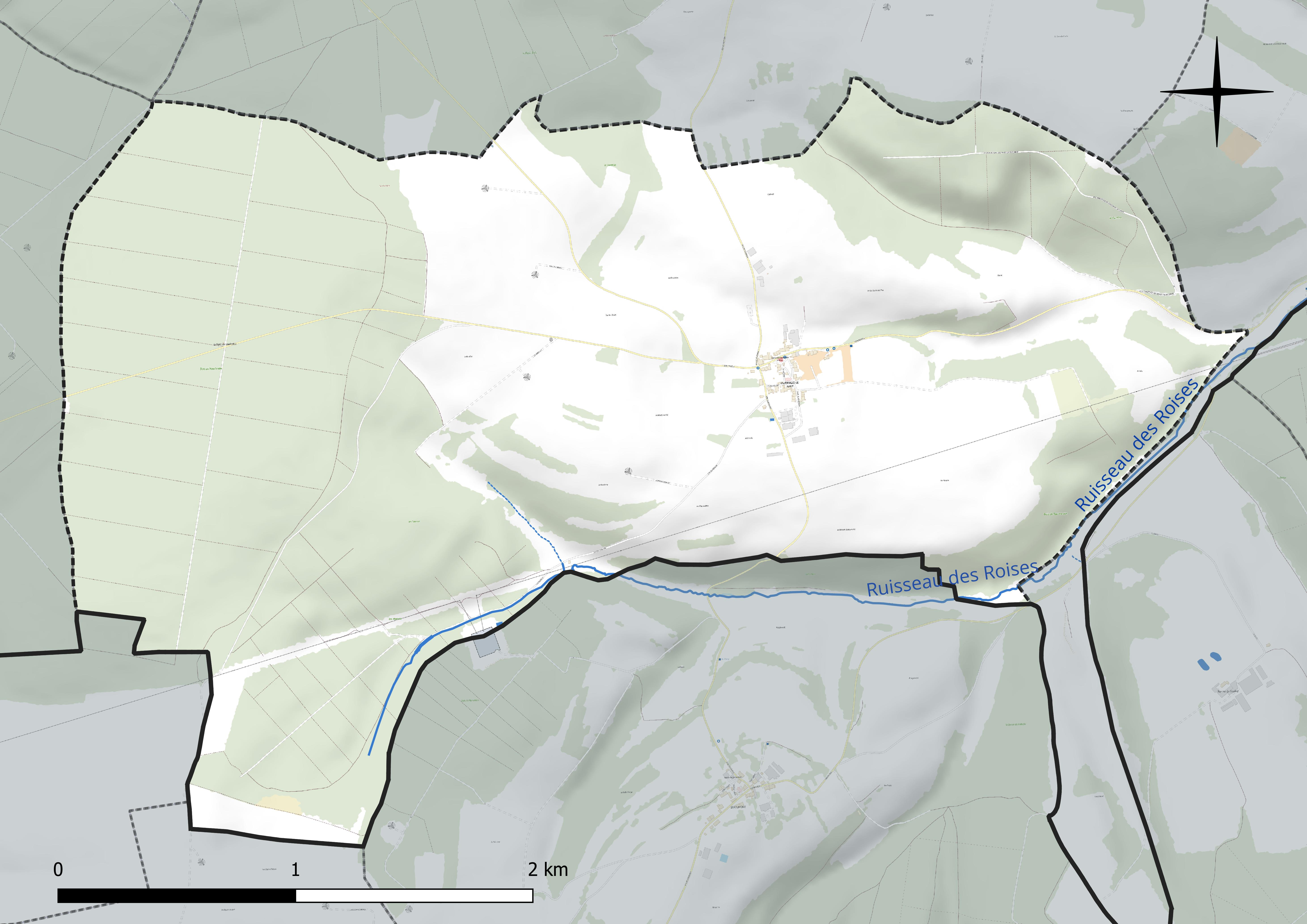
Réseau hydrographique de Vaudeville-le-Haut.

### Climat
Pour des articles plus généraux, voir Climat du Grand Est et Climat de la Meuse.
En 2010, le climat de la commune est de type climat de montagne, selon une étude du Centre national de la recherche scientifique s'appuyant sur une série de données couvrant la période 1971-2000. En 2020, Météo-France publie une typologie des climats de la France métropolitaine dans laquelle la commune est exposée à un climat océanique altéré et est dans la région climatique  Lorraine, plateau de Langres, Morvan, caractérisée par un hiver rude (1,5 °C), des vents modérés et des brouillards fréquents en automne et hiver. 
Pour la période 1971-2000, la température annuelle moyenne est de 9,2 °C, avec une amplitude thermique annuelle de 16,8 °C. Le cumul annuel moyen de précipitations est de 992 mm, avec 13,5 jours de précipitations en janvier et 9,8 jours en juillet. Pour la période 1991-2020, la température moyenne annuelle observée sur la station météorologique de Météo-France la plus proche, « Rollainville », sur la commune de Rollainville à 14 km à vol d'oiseau, est de 10,3 °C et le cumul annuel moyen de précipitations est de 860,3 mm. 
La température maximale relevée sur cette station est de 39,6 °C, atteinte le 25 juillet 2019 ; la température minimale est de −18,2 °C, atteinte le 20 décembre 2009,,. 
Les paramètres climatiques de la commune ont été estimés pour le milieu du siècle (2041-2070) selon différents scénarios d'émission de gaz à effet de serre à partir des nouvelles projections climatiques de référence DRIAS-2020. Ils sont consultables sur un site dédié publié par Météo-France en novembre 2022.

## Urbanisme

### Typologie
Au 1er janvier 2024, Vaudeville-le-Haut est catégorisée commune rurale à habitat dispersé, selon la nouvelle grille communale de densité à sept niveaux définie par l'Insee en 2022.
Elle est située hors unité urbaine. Par ailleurs la commune fait partie de l'aire d'attraction de Neufchâteau, dont elle est une commune de la couronne,. Cette aire, qui regroupe 72 communes, est catégorisée dans les aires de moins de 50 000 habitants,.

### Occupation des sols
L'occupation des sols de la commune, telle qu'elle ressort de la base de données européenne d’occupation biophysique des sols Corine Land Cover (CLC), est marquée par l'importance des forêts et milieux semi-naturels (57,2 % en 2018), en augmentation par rapport à 1990 (56,2 %). La répartition détaillée en 2018 est la suivante : 
forêts (57,2 %), terres arables (28,1 %), prairies (12,1 %), zones agricoles hétérogènes (2,7 %). L'évolution de l’occupation des sols de la commune et de ses infrastructures peut être observée sur les différentes représentations cartographiques du territoire : la carte de Cassini (XVIIIe siècle), la carte d'état-major (1820-1866) et les cartes ou photos aériennes de l'IGN pour la période actuelle (1950 à aujourd'hui).

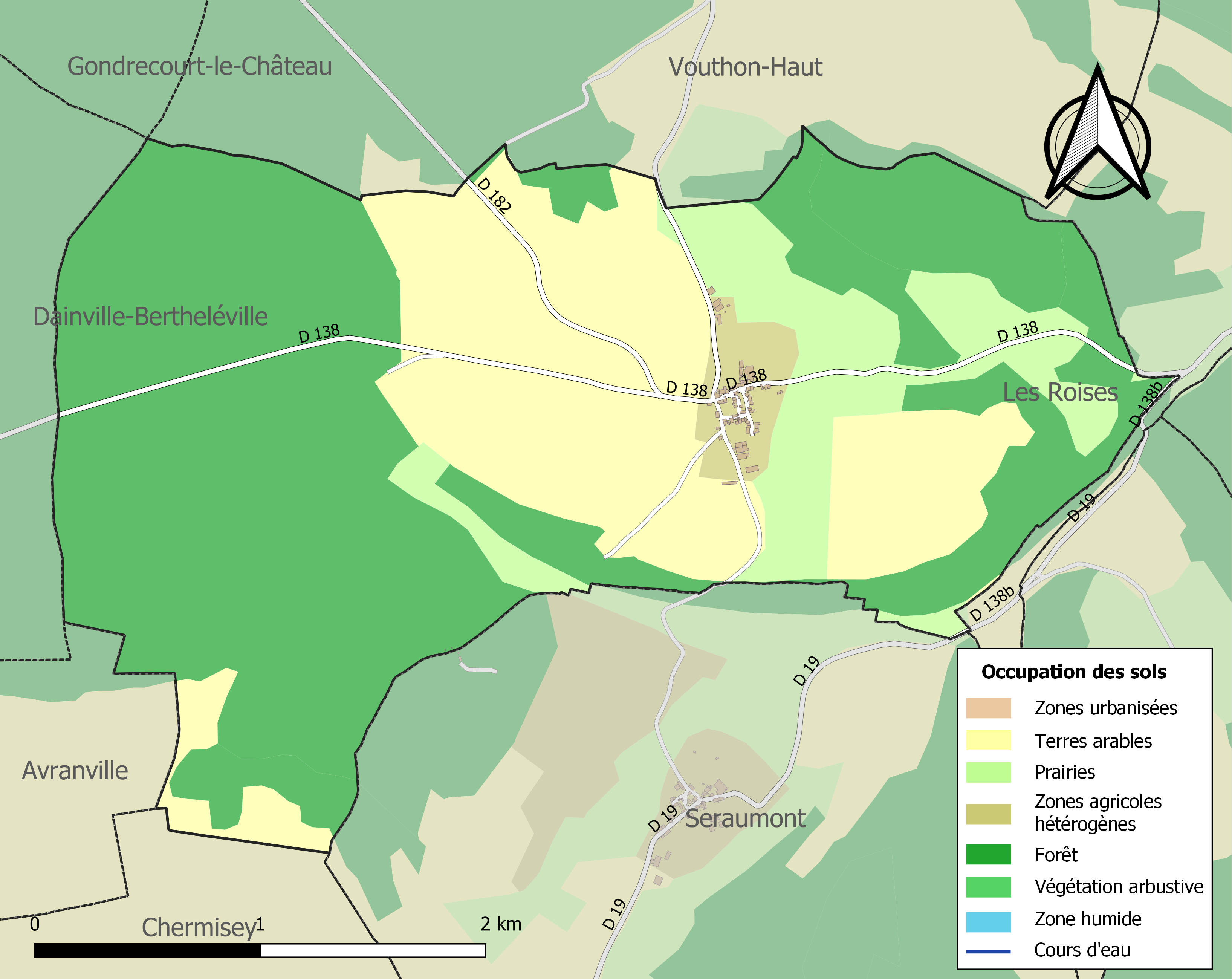
Carte des infrastructures et de l'occupation des sols de la commune en 2018 (CLC).

## Toponymie
Le nom de la localité est attesté sous les formes Woldesinguesilla ou Woldesingesvilla (965) ; Vedani-villa (1106) ; Waudeville (1327) ; Gaudevilla (1402) ; Vaudevilla (1711).

Par décret du 10.06.1919, Vaudeville prend le nom de Vaudeville-le-Haut. 
Dans le plus haut point du département de la Meuse et limitrophe avec le département des Vosges, Vaudeville le Haut se niche dans un paisible vallon verdoyant.

## Histoire
La commune a connu son âge d'or sous Napoléon III, grâce à l'exploitation importante de bois nécessaire pour l'armée ou pour la construction de bâtiments. Les carrières étaient encore exploitées.
Une épidémie de choléra en 1860 a causé la mort de 33 personnes. À la suite de cela, le cimetière a été transféré hors de la commune, entre 1887 et 1914, alors qu'il était autour de l'église. Il existe en effet deux cimetières a vaudeville-le-haut. L'un d'entre eux se situe proche du village. Un deuxième se situe plus loin, c'est le cimetière dit du choléra, les victimes de l'épidémie y ont été enterrées.
Les habitants étaient auparavant appelés les Corbeaux du fait de l'ancienne église fortifiée, dont les volets derrière les meurtrières portaient ce nom.
Le 1er septembre 1944, un combat est mené à Vaudeville-le-Haut, faisant cinq morts. Une ferme est incendiée dans le même temps.
Deux changements de nom de Vaudeville-le-Haut ont été référencés au cours de l'histoire de la commune :
- 1793 : Vaudeville
- 1919 : Vaudeville-le-Haut

## Politique et administration

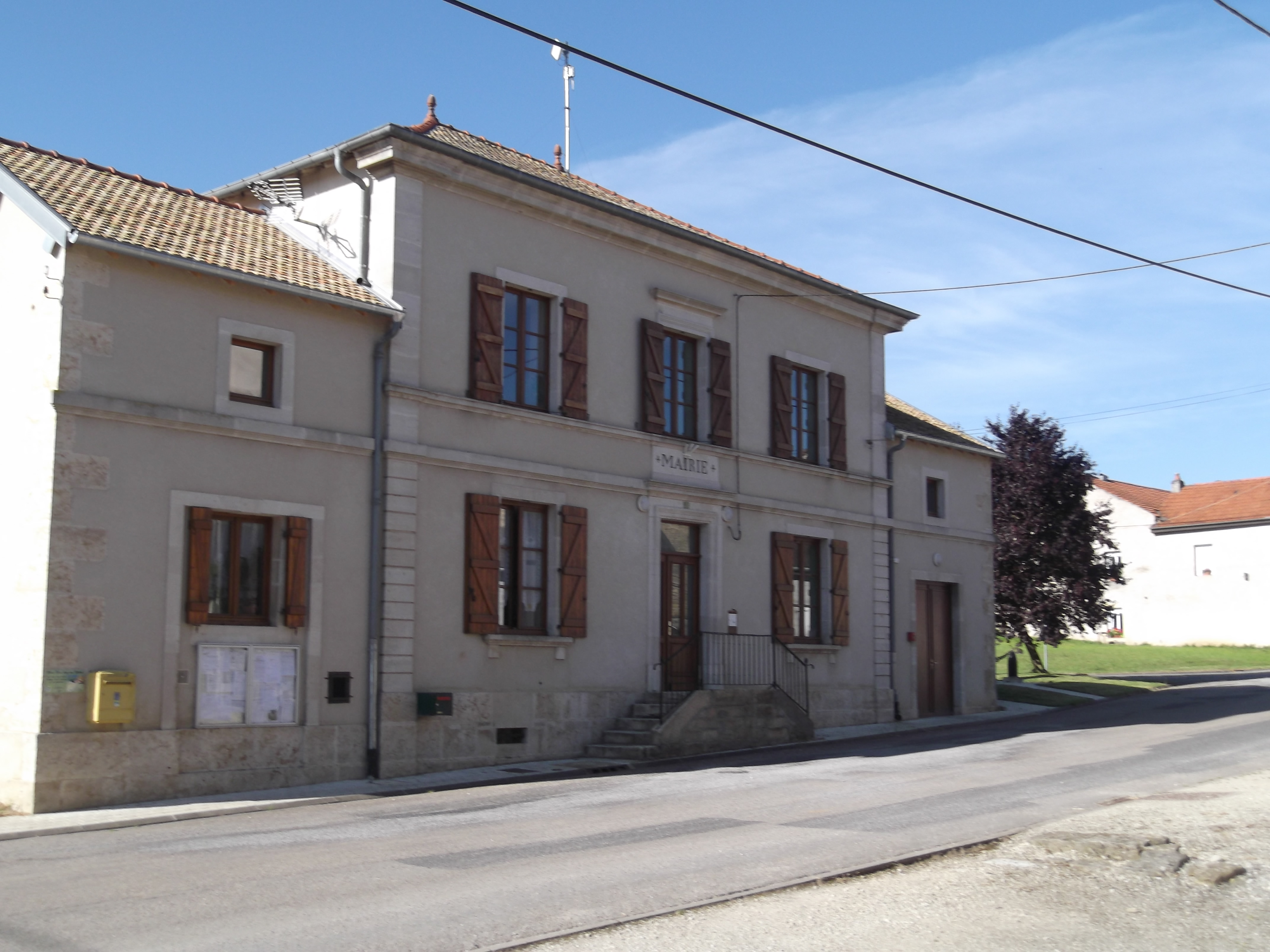
La mairie.

| Période                                  | Période  | Identité          | Étiquette | Qualité |
| ---------------------------------------- | -------- | ----------------- | --------- | ------- |
| Les données manquantes sont à compléter. |          |                   |           |         |
| mars 2001                                | En cours | Christian Leclerc |           |         |

## Population et société

### Démographie
L'évolution du nombre d'habitants est connue à travers les recensements de la population effectués dans la commune depuis 1793. Pour les communes de moins de 10 000 habitants, une enquête de recensement portant sur toute la population est réalisée tous les cinq ans, les populations de référence des années intermédiaires étant quant à elles estimées par interpolation ou extrapolation. Pour la commune, le premier recensement exhaustif entrant dans le cadre du nouveau dispositif a été réalisé en 2008.

En 2022, la commune comptait 49 habitants, en évolution de −12,5 % par rapport à 2016 (Meuse : −4,4 %, France hors Mayotte : +2,11 %).
| 1793 | 1800 | 1806 | 1821 | 1831 | 1836 | 1841 | 1846 | 1851 |
| ---- | ---- | ---- | ---- | ---- | ---- | ---- | ---- | ---- |
| 271  | 233  | 259  | 267  | 262  | 265  | 261  | 269  | 279  |

| 1856 | 1861 | 1866 | 1872 | 1876 | 1881 | 1886 | 1891 | 1896 |
| ---- | ---- | ---- | ---- | ---- | ---- | ---- | ---- | ---- |
| 254  | 265  | 262  | 242  | 236  | 216  | 210  | 204  | 187  |

| 1901 | 1906 | 1911 | 1921 | 1926 | 1931 | 1936 | 1946 | 1954 |
| ---- | ---- | ---- | ---- | ---- | ---- | ---- | ---- | ---- |
| 169  | 159  | 134  | 122  | 133  | 89   | 84   | 75   | 67   |

| 1962 | 1968 | 1975 | 1982 | 1990 | 1999 | 2006 | 2008 | 2013 |
| ---- | ---- | ---- | ---- | ---- | ---- | ---- | ---- | ---- |
| 57   | 64   | 53   | 52   | 52   | 54   | 65   | 68   | 61   |

| 2018 | 2022 | - | - | - | - | - | - | - |
| ---- | ---- | - | - | - | - | - | - | - |
| 54   | 49   | - | - | - | - | - | - | - |

## Économie
Quatre éoliennes se trouvent sur le territoire de la commune. Une lui appartient. La plupart des habitants sont retraités.
Il reste quatre exploitants agricoles.

## Culture locale et patrimoine

### Lieux et monuments

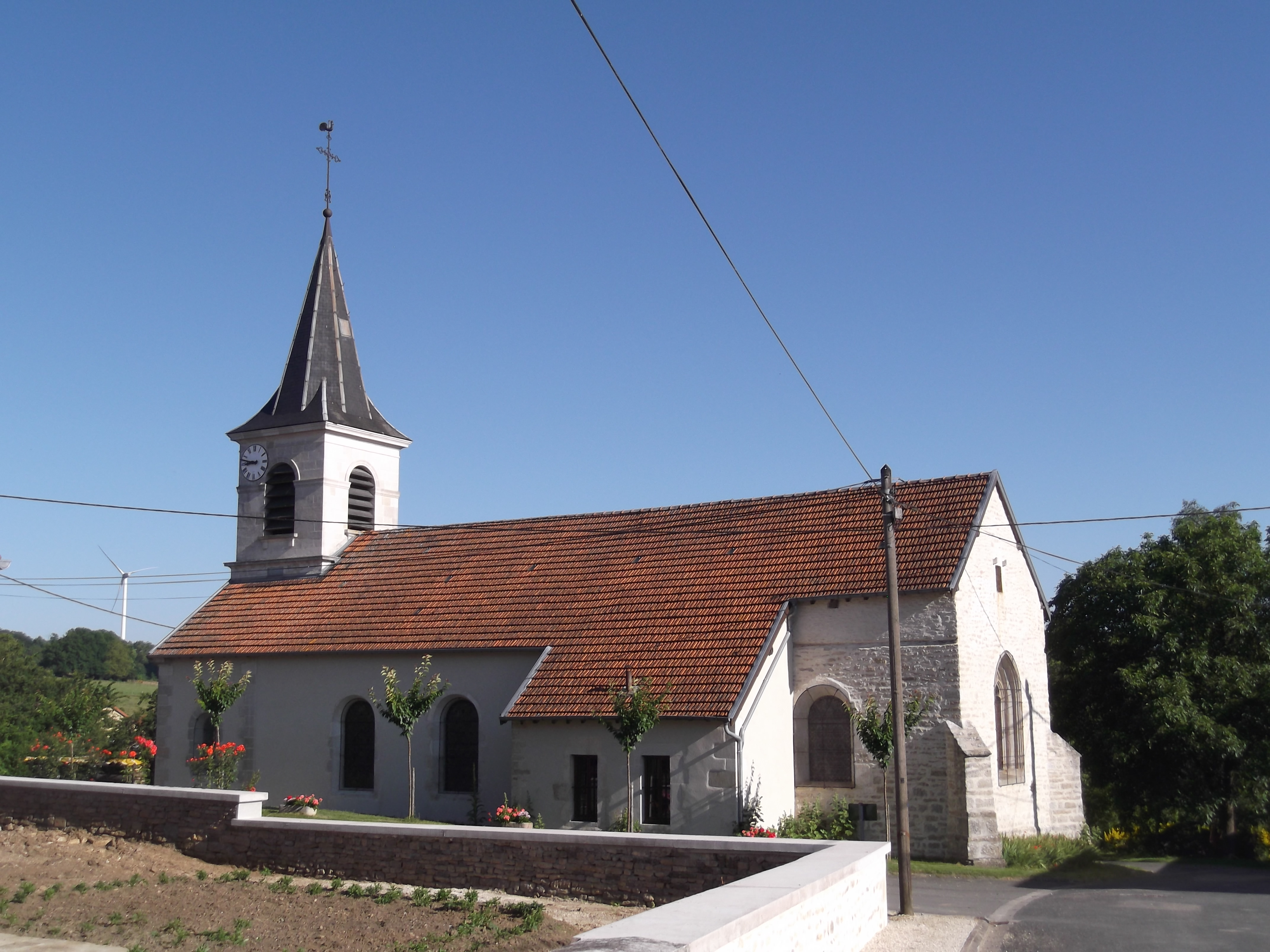
L'église.

- L'église Saint-Pierre.
- La maison dites de Sophie.
- Le lavoir.
- Le moulin.

### Héraldique
| Blason de Vaudeville-le-Haut | Blason  | D'azur à la croix latine renversée d'argent, au chef d'or à deux pics de carrier de sable en sautoir, accostés de deux annelets de gueules. |
| Blason de Vaudeville-le-Haut | Détails | Création de R.A Louis avec les conseils de la commission héraldique de l'UCGL. Adopté par la commune en 2015.                               |